# 利托迈里茨基·玛丽奥
利托迈里茨基·玛丽奥（匈牙利語：Littomeritzky Mária，1927年5月12日—2017年12月24日），匈牙利女子游泳运动员，主攻自由泳。她曾代表匈牙利参加1948年、1952年和1956年夏季奥林匹克运动会游泳比赛。